# Andrés Hurtado de Mendoza
Andrés Hurtado de Mendoza, segundo marqués de Cañete, španski konkvistador, * 1500, Cañete, † 30. marec 1561, Lima.
Mendoza je bil peti podkralj Peruja, ki je vladal med 29. junijem 1556 in do svoje smrti.